# Журно, Морис
Мори́с Журно́ (фр. Maurice Journeau; 17 ноября 1898, Биарриц, Франция — 9 июня 1999, Версаль, Франция) — французский композитор и пианист. Ученик Нади Буланже. Начал свой творческий путь в начале 1920-х годов, с 1936 года жил и работал в Париже. Автор преимущественно пьес для фортепиано.

## Биография
Морис Журно учился игре на фортепиано с детства и начал сочинять первые композиции уже в подростковом возрасте. Вскоре после получения степени бакалавра он был мобилизован в ходе Первой Мировой Войны в апреле 1917 года, что прервало его первые музыкальные попытки.
После войны он изучал композицию в Парижской Нормальной музыкальной школе Альфреда Корто с 1920 по 1922 год, в частности, после уроков Нади Буланже на улице Теодора Баллю.
С 1921 года его Менуэт и Вальс знаменуют собой начало его формальной композиции. После этого издательство Морис Сенар, фонд которого перешёл в руки Дюрана, публикует его ранние работы до 1931 года. По окончании учёбы ему пришлось вернуться в Биарриц, продолжая писать по совету учителей.
После женитьбы в 1926 году Морис Журно поселился в Ницце, где прожил десять лет. В частности, он написал там сочинения для скрипки, позднее исполненные Гилом Гравеном, солистом Международных концертов.
В 1936 году он переехал в Париж, где написал большинство своих произведений, в основном камерной музыки и произведения для фортепиано.
В 1970-х годах Журно стал сочинять духовную музыку. В 1984 году Морис Журно добровольно прекратил писать.
В конце 1992 года его музыка открылась для публики, а затем стала регулярно издаваться.
В 1998 году Морис Журно отметил своё столетие в нескольких городах Франции и Германии. После юбилея его произведения стали издаваться на дисках. Это позволило раскрыть его произведения для фортепиано и струнных. Морис Журно умер в 1999 году, став свидетелем расцвета своей музыки.

## Сочинения

### Фортепиано
- Valse
- Deux mélodies
- Fugue
- Quatuor à cordes
- Sur l’Etang
- Pièces enfantines
- Ronde enfantine
- Humoresque
- Suite pour les jeunes
- Divertissement pour deux pianos
- Simple Cantilène
- Le Furet
- Toccata
- Impromptus